# Chapelle des Sœurs auxiliatrices
La chapelle des Sœurs auxiliatrices est une chapelle néo-byzantine située à Paris, dans le 6e arrondissement.

## Localisation
La chapelle se situe aux 14 et 16, rue Saint-Jean-Baptiste-de-La-Salle, (anciennement rue de la Barouillère) à Paris (6e arrondissement), dans la maison-mère de la congrégation religieuse des Auxiliatrices des âmes du purgatoire.

## Historique
La chapelle a été édifiée entre 1873 et 1876 par l'architecte Juste Lisch, sur le lieu où Eugénie Smet a fondé la congrégation religieuse.

## Architecture
La chapelle est construite dans un style néo-byzantin, avec un plan en croix grecque et une coupole reprenant la forme d'une tiare, avec des tuiles de couleurs blanches, bleues et jaunes, qui sont disposées en chevrons. La coupole est surmontée d'une grande croix dorée. Quatre statues d'ange en bronze encadrent le dôme aux quatre points cardinaux. Ailes déployées, ils sonnent la trompette. 
Le portail est orné d'un tympan à mosaïque à fond d'or sous un fronton triangulaire. La mosaïque représente le Chrisme du Christ avec deux colombes penchées sur un calice. C'est une évocation des âmes du purgatoire se désaltérant à la coupe du Christ Sauveur.
À la construction, l'autel était surmonté d'un ciborium conçu par Juste Lisch. Il n'existe plus.
À l'intérieur de la chapelle, les décors originaux étaient dus au décorateur Charles Lameire. Ils n'existent plus non plus. Soutenant la coupole, quatre pendentifs représentaient les symboles des quatre évangélistes : saint Marc, saint Jean, saint Luc, saint Matthieu. Un Christ en gloire se trouvait dans l'abside.
Une vaste crypte se trouve sous la chapelle.
La chapelle est évoquée dans le livre de Paul Bourget Cruelle Énigme, au sujet de Mme de Trans et de ses trois filles : « ... leur vie parisienne consistait à entendre, dès sept heures du matin, une messe basse dans la chapelle privée d'un couvent situé rue de la Barouillère... ».

## Galerie

Anges sonnant dans une trompe
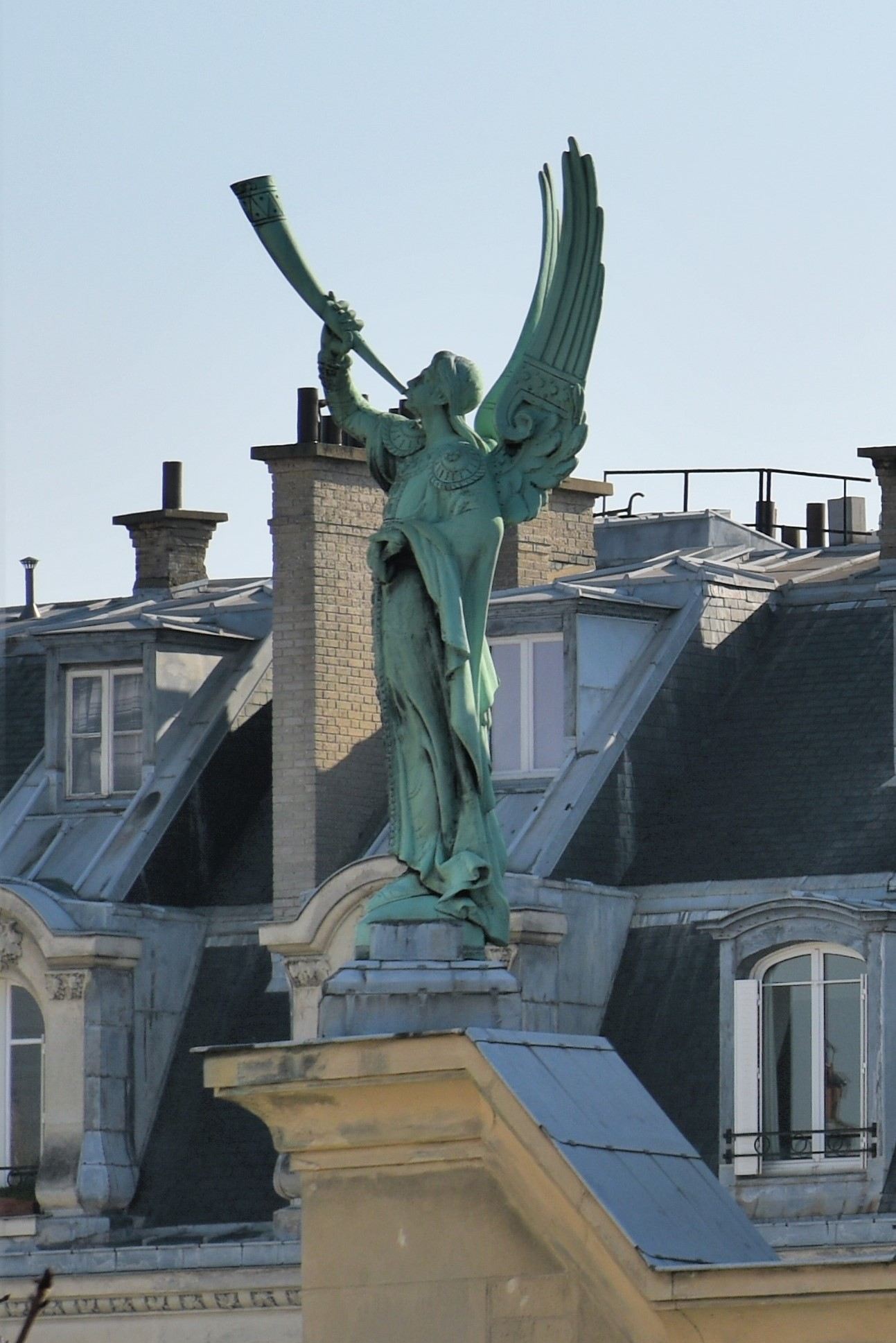
Ange nord.
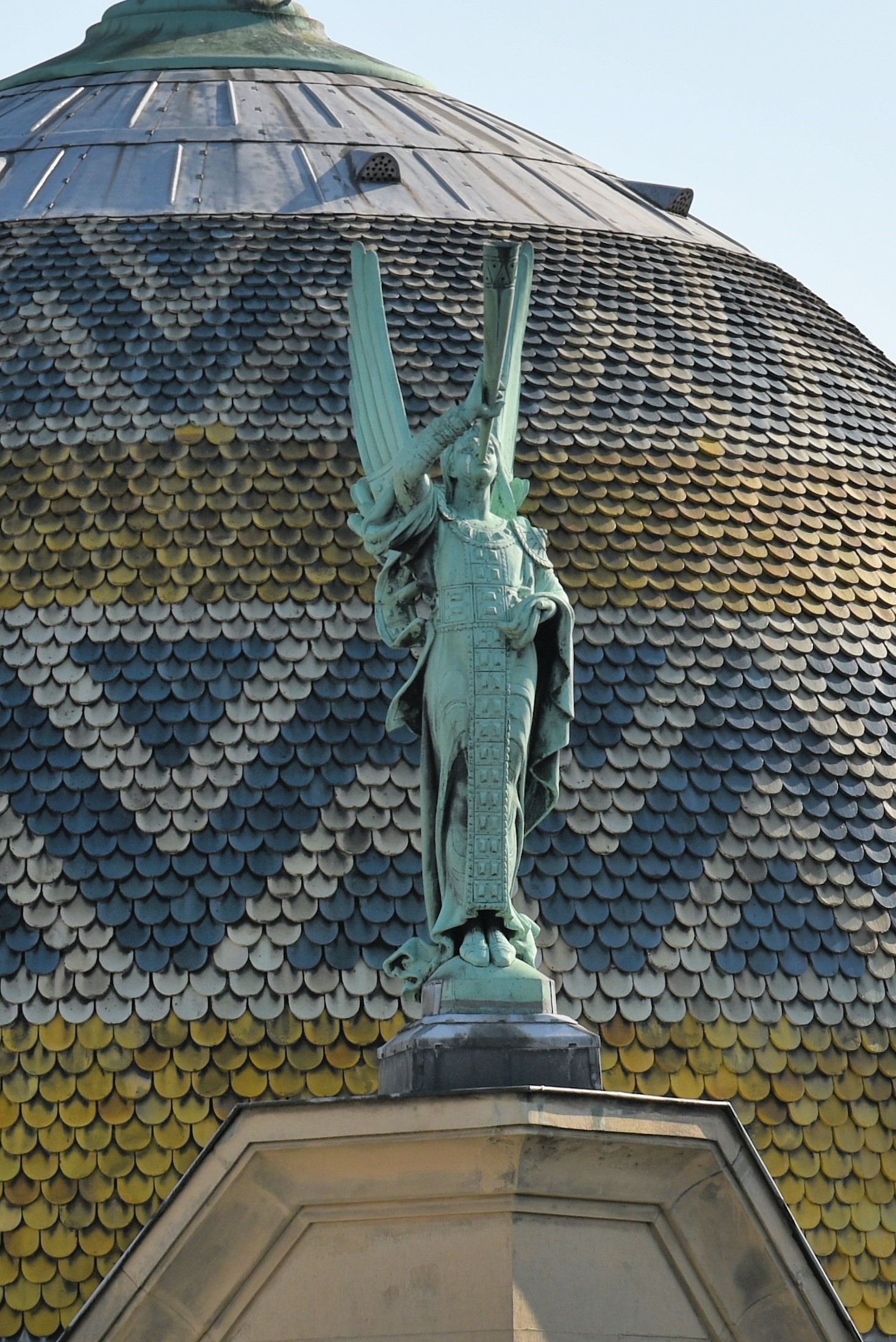
Ange ouest.
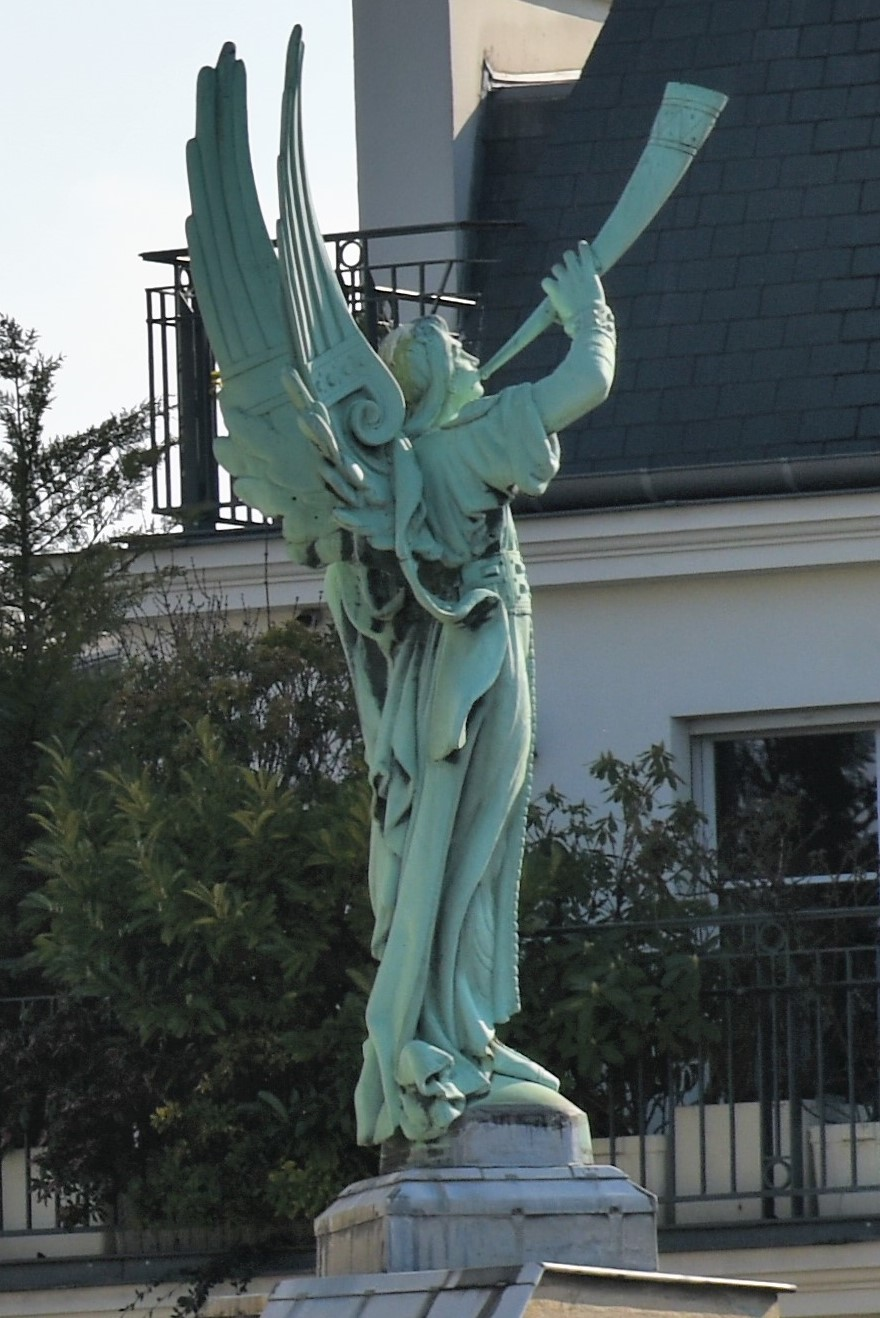
Ange sud.

### Articles liés
- Eugénie Smet
- Spiritualité ignatienne
- Liste des édifices religieux de Paris
- Archidiocèse de Paris